# 懷特芒德鎮區 (堪薩斯州朱厄爾縣)
懷特芒德鎮區（英語：White Mound Township）是位於美國堪薩斯州朱厄爾縣的一個行政鎮區。

## 地方資料
懷特芒德鎮區的面積為92.66平方千米，當中陸地面積為92.41平方千米，而水域面積為0.25平方千米。根據2010年美國人口普查的數據，當地共有人口40人，而人口密度為每平方千米0.43人。

## 外部連結
- US-Counties.com
- City-Data.com （页面存档备份，存于）